# Hippopsis septemvittata
Hippopsis septemvittata là một loài bọ cánh cứng trong họ Cerambycidae.